# 镡城县
镡城县，又称为镡成县，中国古代历史上的一个县，始置于西汉，位于今天湖南省怀化市内。据西汉《淮南子》记载，秦征百越时，“一军塞镡城之领”，始出现镡城地名。前202年，西汉置镡成县，隶属于武陵郡。东汉、三国、西晋其隶属关系保持不变。东晋时期，废镡成县并入舞阳县，镡成县成为历史地名。